# D-snap
D-snap（ディー・スナップ）とは、パナソニックが発売していたSDメモリーカードを使用するデジタルカメラ、および同社が発売していたデジタルオーディオプレーヤーの総称。2002年2月発売スタート。

## デジタルカメラ
同時期に発売された同社のデジタルカメラ・「LUMIX」（ルミックス）シリーズとは違い、初期モデルから、静止画撮影だけでなく、動画撮影、さらには音楽再生など、「デジタルカメラ」の枠を超えた製品として話題を集め、同社では「SDマルチカメラ」と呼んでいた。
しかし、レンズが単焦点だったことなどもあり、2006年に本来の姿であったSDマルチカメラモデルは姿を消している。
第1世代
- SV-AV10

D-snap第1号モデル。動画撮影、画像、音楽機能に対応。AV入出力にも対応している。
第2世代
- SV-AV30

SV-AV10のマイナーチェンジモデル。AV入出力にも対応している。
第3世代
- SV-AS10

発売当時世界最薄（9.9mm）。回転式レンズを採用し、ジョグボールを搭載。USBクレードルを付属。
- SV-AV35

SV-AV30のマイナーチェンジモデル。画素数が大きく増加。AV入出力対応モデルとしては最後となる。
- SV-AV50

マジックアクション機構を採用し、タテ型ムービースタイルとヨコ型ビューワースタイルとの切り替えが可能。音楽再生にも対応。
- SV-AV100

動画撮影に特化したモデルで、D-snapでは唯一音楽機能をサポートしていない。
MPEG-2での動画撮影に対応している。
第4世代
- SV-AS3

320万画素CCDを搭載し、MPEG4での動画撮影に対応。光るジョグボールを搭載。
- SV-AS30

SV-AS10と同じ薄さで、320万画素CCDを搭載し、MPEG4での動画撮影に対応。光るジョグボールを搭載。

## デジタルオーディオプレーヤー
同社ではすでにSDメモリーカードを使用するデジタルオーディオプレーヤーを発売していたが、2005年4月にシリーズ名がつけられた。第1世代～第3世代までは、D-snapシリーズから音楽再生機能のみを搭載したということで「D-snap Audio（ディー･スナップオーディオ）」と称されていたが、SDマルチカメラモデルのD-snapが生産終了したことを受けて、第4世代以降は「D-snap（ディー・スナップ）」の名称に変更されている。
シリーズ初期（第1世代と同時期）には内蔵メモリタイプも販売されていたが、それ以降のモデルはすべてSDメモリーカードを使用する。録音の際には付属のパソコン用ソフトウェア、SD-Jukebox (SDカードタイプのみ、内蔵メモリー型はWindows Media Playerを利用する。)　または、HDD内蔵SDミニコンポのD-dock、もしくはDVDレコーダーのDIGAのうち音楽転送機能を有するモデル(いずれもSDメモリーカード型のみ)を使用する。SD-Audio規格に準拠した音楽データの再生に対応しており、パソコンのエクスプローラ経由でのドラッグ・アンド・ドロップで録音したファイルは再生できない。そのため後期のカタログにはその注意書きを機種ごとに明記していた。
しかし、第4世代以降はライン録音のフォルダにエクスプローラ経由で転送可能(MP3のみ、ビットレートやファイル名文字数制限あり)
2017年12月末を以て、SD-Jukeboxの新規・再インストールが不可能となったため、上述の第4世代以降の機種以外は、既にインストール済みのPCもしくは転送可能なコンポ、レコーダーが無い環境では利用できない。
第3世代までは、本体との接続にニコンやパナソニックのデジタルカメラに用いられているミニUSB Bコネクタ 8ピンが用いられていたが、第4世代よりD-snap portと呼ばれる専用の24ピンコネクタが搭載されるようになったため、別売りのライン入力ケーブルを用いてMP3にダイレクトエンコーディングできるようになった。
2008年10月に最終機種であるSV-SD870Nの生産を終了。現在、D-snapからは事実上の撤退状態であるが、正式な撤退発表は行われていない。東芝のgigabeatシリーズもほぼ同時期に全機種生産終了し、2010年3月には日本ビクターのalneoシリーズ（最後まで残ったのはXA-M10）も全機種生産終了したため、短期間で国内メーカーの多くがデジタルオーディオプレーヤーの事業から事実上撤退したことになる。なお、各社とも販売シェアの低下が事実上撤退の直接的な原因である。
2011年4月8日に、D-snapシリーズではないが、「デジタルメディアプレーヤー」として、Androidを搭載し、さらに音楽再生機能を搭載したポータブルプレーヤー「SV-MV100」が発売された（他の機能は、ワンセグ再生、録画、YouTube再生、インターネット接続、画像の再生機能など。）。
- SDメモリーカードタイプ
  - 第1世代（2005年4月）
    - SV-SD100V （FMチューナー、ボイスレコーダー搭載。乾電池の利用が可能。）
    - SV-SD90 （上記機能非搭載）

  - 第2世代（2005年11月）
    - SV-SD300
    - SV-SD350V
    - SV-SD700
    - SV-SD750V

  - 第3世代（2006年4月）
    - SV-SD310
    - SV-SD370V
    - SV-SD510
    - SV-SD570V
    - SV-SD710
    - SV-SD770V

  - 第4世代 （2006年10月。SDHC対応。FMチューナー全機種搭載。ボイスレコーダー機能廃止。D-snap port対応D-dockとドッキング可能。）
    - SV-SD800N （ノイズキャンセル機能「騒音キラー」初搭載）
    - SV-SD400V （上記機能非搭載）

  - 第5世代（2007年4月～2008年10月。最終世代。この世代より大幅なシェアの低下が発生した。）
    - SV-SD850N （1GBのSDメモリーカード付属。SDHC対応。D-snap port対応D-dockとドッキング可能。）
    - SV-SD950N （1GBのSDメモリーカード付属。SV-SD850NにBluetoothを搭載。Bluetooth対応機への曲の送信や対応機からの曲の受信に加えて、SCMS-T搭載なので、著作権保護された音声の受信も出来る。さらにBluetooth搭載携帯電話との通話が可能。ただし付属のマイク付きイヤホンの接続が必要になる。なおカタログには同社製DoCoMo製携帯電話との接続が確認されているが、Bluetooth搭載の他社製携帯電話も接続可能。ただし保証対象外。）
    - SV-SD870N（2GBのSDメモリーカード付属。前述の大幅なシェア低下により、本機種がD-snapの最終機種となった。また生産期間は2008年4月～10月と、僅か半年間であった。）

- 内蔵メモリタイプ（カッコ内はメモリ容量）
  - SV-MP730V （1GB、2005年4月発売）
  - SV-MP720V （512MB、2005年4月発売）

- SDオーディオプレイヤー

D-snapシリーズには含まれないが、型番などからも事実上の先代機種にあたるので、本項に記載する。
なお本シリーズはマスストレージ未対応のため曲転送の際、本体とは別に著作権保護機能対応SDカードライターが必要となる。(SV-SD70/75/01には付属されている。)
- - 第一世代(MPEG2-AAC専用)
    - SV-SD70 (2000年6月発売)
    - SV-SD01 (2000年7月発売)

- - 第二世代(MP3に対応)
    - SV-SD75 (2000年12月発売)

- - 第三世代(WMAに対応。SD-JukeboxおよびSDカードライターが別売りになったため、別途「SH-SSK10」(SD-JukeboxとSDカードライターのセット)を購入しなければならなかった。)
    - SV-SD80 (2001年11月発売)
    - SV-SD50 (2002年12月発売)

- SDオーディオレコーダー
  - SV-SR100 (2002年2月発売)

## デジタルメディアプレーヤー
D-snapシリーズには含まれないが、D-snapの機能代替が可能なため、本項に記載する。
SV-MV100（2011年4月8日発売（当初は3月18日発売予定だったが、関連部品の調達遅れにより延期された。なお、発売延期が発表された3月11日には東北地方太平洋沖地震が発生しているが、発表時刻は地震発生前のため、この影響は考慮されていない。）、本項では音楽再生機能面のみを紹介する。）
Android 2.1を搭載。パナソニック製のポータブルオーディオ機器としては2008年4月に発売したSV-SD870N以来約3年ぶりの機種である。ただし、音楽再生専用機ではないため、D-snapシリーズには含まれていない。音楽再生機能は、従来のSD-Audioに加え、パソコンのエクスプローラ上でのドラッグ&ドロップおよびWindows Media Playerからの同期転送にも対応した。対応フォーマットはAAC、WMA、MP3。なお、WAVフォーマットには非対応。D-snapシリーズとは異なり、重低音再生機能「S-XBS」は搭載されておらず、フラット、ヘビー、クリア、ロック、ポップス、ジャズ、ニュース、シネマ、スポーツ、トレインの各種イコライザーおよび「リ.マスター」が搭載されている。また、ノイズキャンセリング機能「騒音キラー」も非搭載となっている。2012年中に生産終了となった。事実上の後継機種に、UN-MT300（2012年7月発売）が存在するが、2013年に入り生産が終了した。これにより、パナソニックはSV-MV100を発売した2011年から、約2年でポータブルオーディオ市場から再び撤退することとなった。

## CM
2002年から2006年まで、浜崎あゆみがCMキャラクターになっていた。
また、同社ブランドの一種となっているデジタルカメラ「LUMIX」と並んでイメージキャラクターを担当していた（2002 - 2010年）。

### 楽曲
2002年
- 「Real me」

2003年
- 「ANGEL'S SONG」

2004年
- 「my name's WOMEN」

2005年
- 「STEP you」
- 「Bold & Delicious」
※ D-dockと兼用

2006年
- 「Beautiful Fighters」
※ D-dockと兼用
- 「1 LOVE」
※ D-dockと兼用

## 備考
2008年6月から発売を開始した防水形ワンセグテレビの「ビエラ・ワンセグ」も、品番がSV-で始まり、D-snapシリーズの展開が終了したことから、事実上D-snapの後継シリーズとされている。実際に「ビエラ・ワンセグ」は音楽再生機能を備えている（ただし、音楽再生機能非対応の機種も存在する。）。